# Joseph Sickenberger
Joseph Sickenberger (* 19. März 1872 in Kempten (Allgäu); † 27. März 1945 in Kitzbühel) war ein deutscher katholischer Theologe.

## Werdegang
Sickenberger empfing 1896 seine Weihe zum Priester. Nach Habilitation für neutestamentliche Wissenschaft wurde er 1903 außerordentlicher Professor für Patrologie an der Universität München. Ab 1905 lehrte er Patrologie und christliche Archäologie in Würzburg, ab 1906 Exegese in Breslau. Von 1924 bis zur Schließung der theologischen Fakultät 1939 war er Ordinarius für neutestamentliche Exegese und biblische Hermeneutik in München.
1902 begründete er gemeinsam mit Johann Göttsberger die Biblische Zeitschrift.
Er war Mitglied der katholischen Studentenverbindung KStV Ottonia München.